# Філіпп II Орлеанський
Філіпп II, герцог Орлеанський (2 серпня 1674 — 2 грудня 1723) — регент Французького королівства при малолітньому королі Людовіку XV з 1715 по 1723, племінник Людовіка XIV.

## Дитинство і юність
2 серпня 1674 в сім'ї Філіппа I Орлеанського і його дружини — принцеси Палатинскої з Баварського дому Віттельсбахів народився син Філіпп. При народженні Філіпп отримав титул принца Шартрського. Вихователем розумного і здібного хлопчика був призначений абат Гійом Дюбуа, проте як наставник він не виправдав покладених на нього надій: Філіпп не отримав належної освіти, хоча й мав інтерес до природничих наук.
Принц з юних років проявив свою небайдужість до жіночої статі, що при дворі його дядька Людовіка XIV зовсім не осуджувалося.
У віці сімнадцяти років Філіпп одружився з п'ятнадцятирічною Франсуазою-Марією де Бурбон, сестрою герцога Менська, узаконеною донькою короля Людовика XIV і його фаворитки Франсуази-Атенаїс де Монтеспан.

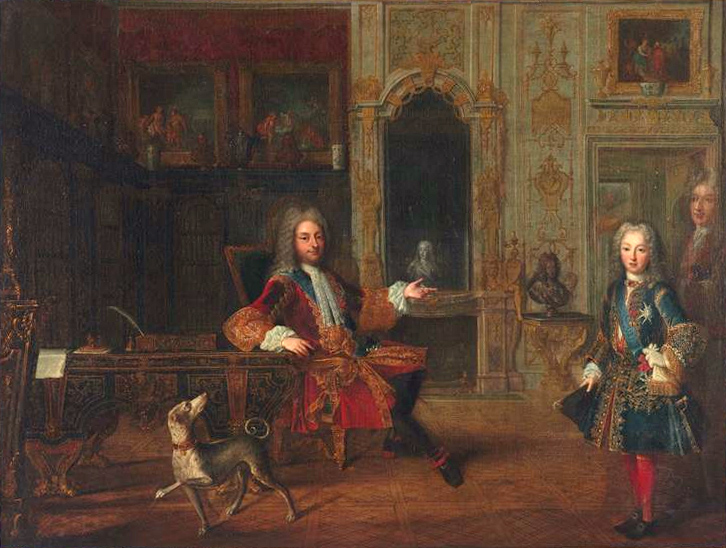
Філіп ІІ Орлеанський у Людовіка XV

1701-го, після смерті батька, Філіпп Шартрський отримав титул герцога Орлеанського.
Філіпп був вкрай честолюбний — його не влаштовувало положення «вічно другого», як іноді називали герцогів Орлеанських. Він навіть спробував претендувати на іспанський трон замість наміченого на це місце онука Людовіка XIV (майбутнього Філіпа V Іспанського). Це призвело до тривалої сварки з Людовіком XIV.

## Політика Регента

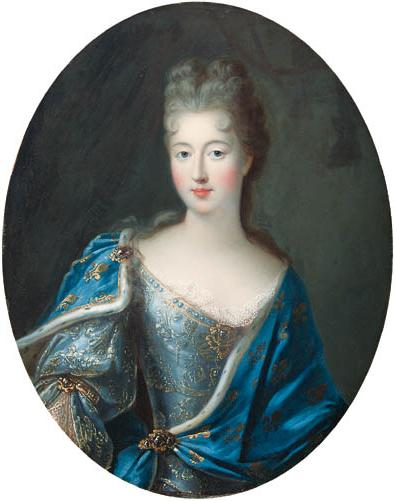
Мадемуазель де Блуа — дружина Філіпа Орлеанського

До 1715-го року у Франції склалася непроста ситуація: у Людовика XIV з прямих спадкоємців залишався в живих тільки п'ятирічний правнук — Людовик, герцог Анжуйський (майбутній Людовик XV). Перед своєю смертю, що сталася 1 вересня 1715, король призначив Філіпа Орлеанського регентом королівства. Так почалася епоха, названа згодом епохою Регентства.
Своєю резиденцією регент вибрав Пале-Рояль. Розпорядок дня Філіппа Орлеанського дещо відрізнявся від робочого ритму Людовика XIV, який починав трудитися в шість ранку і закінчував далеко за північ. О дев'ятій ранку регент сідав працювати і до обіду читав донесення, відповідав на депеші або приймав послів. Після десерту він повертався у свій кабінет і вів засідання ради. Після п'яти годин вечора для Філіпа не існувало жодних важливих справ — отримання задоволень було для нього важливіше покладеної на нього місії.
Потомство Людовика XIV успадкувало габсбурзьку тенденцію до виродження. Його діти і внуки рано пішли з життя, Людовик XV також справляв на сучасників враження вкрай хворобливого немовляти. У разі його смерті найближчим родичем ставав Філіп V Іспанський, який, хоча і відмовився за умовами Утрехтського миру від прав на французький престол, мав намір домагатися перегляду цих умов зі зброєю в руках.
Виключення з престолонаслідування іспанського короля робило регента потенційним спадкоємцем престолу. Він наблизив до себе проникливого абата Дюбуа, який зробив те, що здавалося немислимим, — уклав альянс Франції з її давніми ворогами, Англією і Голландією (1717). Ця угода стала прелюдією до Війни за французьку спадщину, яку іспанський король програв. Філіпп змінив і державну політику щодо священиків — янсенистів, переслідуваних за правління Людовика XIV.
Філіпп Орлеанський вів активне листування з Петром I, вважаючи що Росія може бути надійним союзником для Франції. (Союз Франції, Пруссії та Росії було укладено в Амстердамі 4 серпня 1717). Мала місце і особиста зустріч царя і регента: Петро перебував у Парижі з 7 травня по 20 червня 1717. У результаті цієї зустрічі виник сміливий проєкт — одруження Людовика XV з молодшою дочкою Петра — Єлизаветою. Однак зі смертю Петра I в 1725-му від цієї думки довелося відмовитися — за царювання Катерини I авторитет Росії значно впав.

### Полісінодія
Регент робив спробу реформувати державне правління і в 1715 році вводив систему колективного керівництва — полісинодію, коли статссекретаріати були замінені колегіальними радами, куди залучалися представники аристократії. Після скасування рад регентства в 1718 році повернулися до колишнього порядку правління.

### Система Ло
В епоху Регентства з'явилися перші паперові гроші. Джон Ло, заповзятливий шотландський авантюрист, наслідуючи приклад Англійського і Шотландського банків, створених у 1694–1695 роках, заснував у 1716 році приватний банк з правом випуску банкнот. Банк Ло негайно випустив паперові гроші, керуючись єдиним бажанням створити паперові замінники золотих і срібних монет.
Щоб зміцнити кредитоспроможність банку, в серпні 1717 Ло створив Західну торгову компанію, а регент надав Ло монополію на торгівлю зброєю і тютюном з Канадою, Китаєм, Індією. У травні 1719 Західну торгову компанію було реорганізовано в Індійську компанію.
З грудня 1718 приватний банк Ло став державним банком Франції — Королівським банком. Тисячі представників усіх соціальних верств щодня скуповували акції банку. За кілька місяців було випущено понад 600 тисяч акцій, ціна яких в 40 разів перевищувало їхню номінальну вартість. 5 січня 1720 Джона Ло було призначено на посаду генерального контролера фінансів.
Проте крах системи Ло був неминучий; з падінням «дутих» акцій збанкрутував і його банк. У грудні 1720 фінансова катастрофа набула такого розмаху, що Джону Ло довелося втекти в Брюссель.
Економічні наслідки застосування «системи Ло» мали не тільки негативну сторону повсюдного банкрутства у Франції. Держава сплатила частину своїх боргів і це збільшило доходи в казну. Крім того, ця фінансова система сприяла розвитку торгівлі по обидві сторони Атлантики. Але з психологічного боку її наслідки були катастрофічні. У літературі часто зустрічається визначення «афера Ло».

## Приватне життя
Наслідуючи приклад всіх французьких королів, Філіп Орлеанський обрав собі офіційну фаворитку — Марі-Мадлен де Ла В'євіль, графиню де Парабер (фрейліну герцогині Беррійської), згодом її змінила де Фаларі.
Крім них, серед коханок герцога значилися актриса Шарлотта Демар, маркіза де Сабран, дружина лейтенанта гвардії мадам Феран д'Аверн.
Французький двір епохи Регентства мав найгіршу репутацію в Європі. Його іменували не інакше, як «вертеп». Однак герцог Орлеанський намагався відгородити маленького короля від поганого впливу своїх придворних — молодий Людовик XV був доручений турботам доброчесних людей — герцогині де Вантадур і священика де Флері (майбутнього кардинала). Існують відомості, що Філіп Орлеанський намагався знищити дитину-короля з метою заняття престолу. Однак підтверджень подібних фактів у серйозних історичних джерелах немає.
8 грудня 1722 у віці сімдесяти одного року померла принцеса Єлизавета Шарлотта Пфальцька. Смерть матері так потрясла регента, що викликала тяжку депресію.
2 грудня 1723 Філіп Орлеанський помер у Версалі на руках своєї коханої — мадам де Фаларі. Похований у Сен-Клу. Серце регента знаходиться в Королівській капелі в Дре.

### Діти
Від своєї дружини Франсуази Марії Бурбон (мадемуазель де Блуа) мав сімох дітей:
- Марія Луїза Єлизавета (1695–1719), одружена з Карлом, герцогом Беррійським і Алансонським;
- Луїза Аделаїда (1698–1743), мадемуазель Орлеанська, абатиса;
- Шарлотта Аглая (1700–1761), мадемуазель Валуа, одружена з Франческо III д'Есте;
- Людовик (1703–1752), герцог Орлеанський;
- Луїза Єлизавета (1709–1742), мадемуазель Монпансьє, в шлюбі з королем Іспанії Луїсом I;
- Філіппіна Єлизавета (1714–1734), мадемуазель Божоле;
- Луїза Діана (1716–1736), мадемуазель Шартска, в шлюбі з Людовіком Франсуа Конті.

Також у регента були позашлюбні діти від численних коханок (серед них Жан-Філіп-Франсуа Орлеанський).

## Інші факти
Французькі колоністи дали заснованому ними в Луїзіані поселенню (1718) ім'я Новий Орлеан з алюзією на титул регента. Луїзіана в цілому і Новий Орлеан зокрема зберігають в США дотепер елементи французької культури.